# Elecciones presidenciales de la Gran Colombia de 1825
Las elecciones presidenciales de la Gran Colombia de 1824 se celebraron ese año con un sistema indirecto y el Congreso ratificó los resultados al año siguiente; simultáneamente se realizaron las elecciones vicepresidenciales de la Gran Colombia de 1825.
Los comicios presidenciales terminaron con la victoria de Simón Bolívar, que recibió 582 de los 608. En los comicios vicepresidenciales Francisco de Paula Santander fue elegido para ese cargo.

## Sistema electoral
La Constitución de Cúcuta estableció un sistema en que las Asambleas Provinciales eligieran al presidente y al vicepresidente. Si ningún candidato obtenía la mayoría de votos, las elecciones se celebrarían en el Congreso. 

## Resultados Elecciones Presidenciales

### Presidente
| Candidato                             | Votos | %     |
| ------------------------------------- | ----- | ----- |
| Simón Bolívar                         | 582   | 95,72 |
| José Antonio Páez                     | 11    | 1,81  |
| Francisco de Paula Santander          | 10    | 1,64  |
| Antonio José Sucre                    | 4     | 0,66  |
| Rafael Urdaneta                       | 1     | 0,16  |
| Total                                 | 608   | 100   |
| Fuente: Historia electoral colombiana |       |       |

## Elecciones Vicepresidente
En las elecciones vicepresidenciales, ninguno de los 18 candidatos obtuvo más de la mitad de los votos, por lo cual se celebró una segunda vuelta entre los tres candidatos más votados de la primera (Francisco de Paula Santander, Pedro Briceño y José María del Castillo), resultando electo Santander. 

### Resultados
| Candidato                             | Votos | %     | Votos del Congreso (Segunda vuelta) |
| ------------------------------------- | ----- | ----- | ----------------------------------- |
| Francisco de Paula Santander          | 285   | 46,57 | 70                                  |
| Pedro Briceño                         | 79    | 12,91 | 6                                   |
| José María Castillo                   | 56    | 9.15  | 22                                  |
| Luis A. Baralt                        | 50    | 8.17  |                                     |
| Antonio José Sucre                    | 39    | 6,37  |                                     |
| Cristóbal Mendoza                     | 26    | 4.25  |                                     |
| Domingo Caicedo                       | 25    | 4.08  |                                     |
| Carlos Soublette                      | 19    | 3.10  |                                     |
| Francisco Carabaño                    | 7     | 1,14  |                                     |
| Joaquín Mosquera                      | 6     | 0,98  |                                     |
| Pedro Gual Escandón                   | 5     | 0,82  |                                     |
| Mariano Montilla                      | 4     | 0,65  |                                     |
| José Antonio Páez                     | 4     | 0,65  |                                     |
| Vicente Aguirre                       | 2     | 0,33  |                                     |
| Rafael Urdaneta                       | 2     | 0,33  |                                     |
| Pedro Fortoul                         | 1     | 0,16  |                                     |
| Miguel Guerrero                       | 1     | 0,16  |                                     |
| Santiago Mariño                       | 1     | 0,16  |                                     |
| Total                                 | 612   | 100   | 98                                  |
| Fuente: Historia electoral colombiana |       |       |                                     |